# Grande Thonaise
La Grande Thonaise est une rivière française qui coule dans les départements du Cher et de l'Indre, en région Centre-Val de Loire. C'est un affluent de rive droite de la Petite Thonaise.

## Géographie
La Grande Thonaise prend sa source dans le département de l'Indre, à 252 mètres d'altitude, près du lieu-dit la Brande de Vilaine, dans l'est de la commune de La Berthenoux, deux kilomètres et demi au nord-est du bourg.
Elle prend la direction du nord. Elle marque sur deux kilomètres et demi la limite entre les communes de La Berthenoux et Saint-Christophe-en-Boucherie, passant sous la route départementale (RD) 71. Ensuite, elle sert de limite sur trois kilomètres entre les départements de l'Indre (commune de La Berthenoux) et du Cher (commune de Saint-Hilaire-en-Lignières). Elle pénètre sur le territoire de cette commune, passant sous la RD 61. Elle marque à nouveau la limite départementale sur plus de trois kilomètres entre Saint-Hilaire-en-Lignières (Cher) et Pruniers (Indre), recevant la Bailledets sur sa droite puis passant sous la RD 925 au pont des Gueusons.
Elle oblique vers le nord-ouest et entre de nouveau dans le département de l'Indre. Elle est franchie par la RD 38 et s'écoule forêt domaniale de Bommiers. Elle conflue avec la Petite Thonaise en rive droite à 151 mètres d'altitude, trois kilomètres au nord-ouest du bourg de Bommiers.
S'écoulant globalement du sud-sud-est vers le nord-nord-ouest, la Grande Thonaise est longue de 26,35 km.

### Communes et département traversés
La Grande Thonaise arrose cinq communes sur les deux départements du Cher et de l'Indre, soit d'amont vers l'aval : La Berthenoux (source), Saint-Christophe-en-Boucherie, Saint-Hilaire-en-Lignières, Pruniers et Bommiers (confluence avec la Petite Thonaise).

### Affluents et nombre de Strahler
Selon le Sandre, la Grande Thonaise a sept affluents répertoriés, le principal étant le Bailledets, long de 13,56 km en rive droite.
Le Bailledets ayant deux affluents, le nombre de Strahler de la Grande Thonaise est de trois.

### Bassin versant
Le bassin versant de la Grande Thonaise est limité aux seules cinq communes qu'elle baigne.